# Fotorespiráció
A fotorespiráció a növényekben akkor indul be, ha a környezetben relatíve kevés a CO2 és relatíve sok az oxigén, ilyenkor a ribulóz-1,5-difoszfát enzim oxigenázként működik, vagyis az egyszer már megkötött CO2-t szabadítja fel a szerves vegyületekből (ilyenkor a ribulóz-1,5-difoszfátból csak 1 molekula foszfo-glicerinsav keletkezik, és mellette keletkezik egy foszfo-glikolsav, ami beindítja a fotorespirációt. Ez a folyamat a C3-asokra jellemző.
Hátránya, hogy csökkenti a szerves anyag mennyiségét.
Előnye, hogy az itt felszabadult CO2 visszatáplálódhat a Calvin-ciklusba, és olyan körülmények között táplálja (a saját maga által előállított szén-dioxidddal) mikor a levegőben nincs elég CO2. Ha nem így lenne, elektronok lépnének ki az elektronszállító láncból, aktivált oxigénformák keletkeznének és tönkretennék a fotoszintetikus membránokat.
A fotorespiráció során glikolsav majd glioxálsav keletkezik. A glioxálsav bejut a peroxiszómába, ahol a glicin és a szerin szénváza képződik. A fotorespirációval a rendszer extra gerjesztési energiát is keletkeztet, melynek segítségével a növény gyorsan tud aminosavat előállítani. A mitokondriumban szabadul fel az ammónia és a széndioxid. Az ammóniát visszajuttatja a növény a kloroplasztiszba, a GS-GOGAT cikluson keresztül újra beépül szerves kötésbe.